# 480-е годы до н. э.
480-е (четы́реста восьмидеся́тые) го́ды до на́шей э́ры по пролептическому юлианскому календарю — промежуток времени с 1 января 489 года до н. э. по 31 декабря 480 года до н. э., включающий с 489 по 481 годы 2-го десятилетия  и 480 год 3-го десятилетия V века 1-го тысячелетия до н. э. Им предшествовали 490-е годы до н. э., за ними следовали 470-е годы до н. э. Они закончились 2505 лет назад.

## Важнейшие события
- 480-е годы — Борьба в Афинах аристократической (Аристид) и демократической (Фемистокл) группировок.
- 480-е годы — На берегах Керченского пролива греческие города объединены под властью архонтов Пантикапея.
- 480-е годы — Пиндар. Нем.5 (Пелей) — Пифею Эгинскому и Вакхилид 13 (немейская) (Эакиды) — Пифею Эгинскому.

### 489 до н. э.
- 489 — Консулы Гай Юлий Юл и Публий Пинарий Мамерцин Руф. (по Т.Ливию консулы не названы)[1].
- 489/8 — Афинский архонт-эпоним Аристид.
- 489 — Неудачная экспедиция Мильтиада против союзных персам островов. Мильтиад приговорён к уплате издержек экспедиции и заключён в тюрьму.

### 488 до н. э.
- 488 — Консулы Спурий Навтий Рутил и Секст Фурий Медуллин Фуз[2].
- 488 (491) — Гней Марций Кориолан осадил Рим и выдвинул требование о ликвидации должности плебейского трибуна.
- 488 — Занкла в Сицилии заселена выходцами из пелопоннесской Мессаны и стала называться Мессаной.
- Ок.488-486 — Восстание рабов в Селинунте.
- 488/7 — Афинский архонт-эпоним Анхис.
- 488 — Смерть Мильтиада (ок.550-488).
- 488 — Пиндар. Ол.14 (Хариты) — Асопиху Орхоменскому.

### 487 до н. э.
- 487 — Консулы Тит Сициний Сабин и Гай Аквилий Туск[3].
- 487 — Консул Аквилий наносит поражение выступившим против Рима герникам.
- 487 — Война римлян с вольсками продолжается с переменным успехом.
- 487—472 — Тиран Акраганта Ферон.
- 487/6 — Афинский архонт-эпоним Телесин.
- 487 — Первый остракизм в Афинах. Изгнан Гиппарх, родственник Гиппия. Остракизм Мегакла, сына Гиппократа.
- 487 (или 467) — Пиндар. Нем.7 (Неоптолем) — Согену Эгинскому. Перед одой — пеан 6.

### 486 до н. э.
- 486 — Консулы Спурий Кассий Вецеллин (3-й раз) и Прокул Вергиний Трикост Рутил[4].
- 486 — Попытка проведения первой аграрной реформы в Риме. Закон Кассия о предоставлении государственных земель всем гражданам и латинским союзникам.
- 486 — Пиндар. Пиф.7 (Афины) — Мегаклу Афинскому.
- 486 (?) — Пиндар. Нем.2 — Тимодему Ахарнскому.
- 486 — Смерть Дария. Начало придворных смут в Персии. Начало правления Ксеркса.
- 486—465 — Царь Персии Ксеркс (Хшаярша). Сын Дария и Атоссы.
- 486 (543 или 491 или 373) — Смерть Сиддхартхи (Будды).

### 485 до н. э.
- 485 — Консул Сервий Корнелий Малугинен и Квинт Фабий Вибулан. Квесторы Цезон Фабий и Луций Валерий[5].
- 485 — Кассий обвинён в стремлении к тирании и казнён.
- 485 — Гелон захватывает Сиракузы и переносит туда столицу.
- 485—478 — Тиран Сиракуз Гелон.
- 485/4 — Афинский архонт-эпоним Филократ.
- Ок.485 — Подавление Ксерксом восстания в Египте.

### 484 до н. э.
- Консулы Луций Эмилий Мамерк и Кезон Фабий Вибулан[6]. Дуумвир *Постумий.
- Победа консула Эмилия над вольсками и эквами.
- Освящение храма Кастора и Поллукса в Риме.
- Камарина разрушена сиракузянами.
- 484/3 — Афинский архонт-эпоним Леострат.
- 484-80 (?) — Пиндар. Истм.6 (Теламон) — Филакиду Эгинскому.
- Восстание в Вавилоне против персов. Подавлено Багабухшей (Мегабизом).

### 483 до н. э.
- 483 — Консулы Марк Фабий Вибулан и Луций Валерий Потит[7].
- 483—474 — Война римлян с этрусским городом Вейи. Римляне вернули утраченные земли по правому берегу Тибра.
- 483/2 — Афинский архонт-эпоним Никодем.
- 483 (482) — Остракизм Аристида Справедливого (ок.530-468) (ок.540-ок.467). Принятие народным собранием Афин программы строительства флота.
- 483 (504) — На Цейлон прибывают переселенцы из Северной Индии во главе с принцем Виджаей из Северо-Восточной Индии. Виджая завоевал Цейлон и женился на местной принцессе.
- 483—445 — Правитель Цейлона Виджая. Государство Сингала (родовое имя Виджаи) с центром в Анурадхапуре (С Цейлон).

### 482 до н. э.
- 482 — Консулы Квинт Фабий Вибулан (2-й раз) и Гай Юлий Юл[7].
- 482 — Создание афинского флота.
- 482 и 478 — Победы Гиерона на Пифийских скачках.

### 481 до н. э.
- 481 — Консулы Цезон Фабий Вибулан (2-й раз) и Спурий Фурий Фуз. Плебейский трибун Спурий Лициний[8].
- 481/0 — Афинский архонт-эпоним Гипсихид.

### 480 год до н. э.
- 480 — Консулы Марк Фабий Вибулан и Гней Манлий Цинциннат. Плебейский трибун Тиберий Понтифиций[9].
- 480 — Война Рима с Вейями. Гибель Квинта Фабия и Гнея Манлия. М. Фабий отказывается от триумфа.
- 480 — Вторжение карфагенян генерала Гамилькара и этрусков в Сицилию. 23 сентября — Победа сил Гелона и Ферона, правителя Акраганта, в морской битве при Гимере над карфагенянами. Гимера подчиняется Сиракузам.
- Греки одержали победу в битве при Гимере над войсками Карфагена.
- Ок. 480 — Карфагенский мореплаватель Ганнон (до 530 — 470) совершает плавание около берега Западной Африки. Он исследовал реки Сенегал и Гамбия. Основано 6 колоний с 30000 колонистов из Карфагена.
- 480/79 — Ол.75,1. Афинский архонт-эпоним Каллиад.
- Весной персидский царь Ксеркс I нападает со своим стотысячным войском на Грецию.
- 480, весна — Поход огромной армии Ксеркса через Геллеспонт вдоль фракийского побережья на Грецию. У греков шли 75-е Олимпийские игры. Союз полисов. Объединённое войско греков (около 5 тыс. человек) занимает проход между горами Олимпом и Оссой, но затем по совету Александра занимает Фермопильский проход. Упорное сражение. Отряд персов (по совету фессалийца Эфиальта) («бессмертных» во главе с Гидарном) выходит в тыл к греками. Отступление греков. Они оставили отряд из 1000 воинов (в том числе 300 спартанцев) во главе с Леонидом. Отряд сопротивлялся 2 дня, но был полностью уничтожен персами.
- 480—458 — Царь Спарты Плистарх из рода Агиадов. Опекуном Плистарха был его двоюродный брат Павсаний.
- 480 — Царь Александр вынужден со своей армией участвовать в походе на Элладу и занимает Беотию. Ксеркс даровал Александру власть над областью между горами Олимпом и Гемом. Города средней Греции подчиняются персам. Аттика опустошена, Афины разграблены. Жители Афин эвакуированы на Пелопоннес и на острова. Сражавшийся у мыса Артемисия флот греков отходит в Саронический залив. Ксеркс просит советов у Демарата, но не слушает их.
- 11 августа — Битва при Фермопилах, одновременно битва на море у мыса Артемисий. Спартанский царь Леонид погибает с 300 спартанцами и 1000 воинами из города Феспии при обороне Фермопил, чтобы прикрыть отход греческого войска и флота.
- Разграбление Афин персами, разрушение Акрополя.
- 480, 23 сентября — Морское сражение у острова Саламин (участвовало около 1000 трирем). Афинянами предводительствовали стратег Фемистокл и Эврибиад. Разгром персов. Ксеркс возвращается в Азию. Мардоний, командующий частью войска, отступает в Фессалию. Александр прибывает в Афины и советует им помириться с Ксерксом, но афиняне отказываются.